# 초적
초적(草笛)은 나뭇잎을 입술에 대고 입김을 불어 연주하는 악기로 초금(草琴), 혹은 풀피리라고 불리기도 한다. 전통사회에서 서민들은 생활주변의 나무나 풀 등 자연물을 꺾어 쉽게 악기로 만들어 연주했으며, 버드나무껍질을 이용하여 대롱을 만들고 서를 만들어 부는 악기를 ‘호돌기’라고 불렀다. 나뭇잎을 꺾어서 부는 풀피리와  보릿대로 만든 보리피리 등이 있다.

## 문헌상 기록
초적(草笛)에 관한 기록으로는 1493년 조선 성종 때에 편찬된 음악서 《악학궤범》(樂學軌範)에 보인다. 이 책에 의하면 초적은 나뭇잎이나 박달나무 껍질로 만들어 부는 향악기이다. “옛사람이 이르기를, 나뭇잎 입에 대고 불어제키면 그 소리가 맑게 진동한다. 귤과 유자 이파리가 특히 좋다.”는 구절로 보자면 초적은 일찍부터 민간뿐 아니라 궁중에서 전문적으로 연주되었던 악기임을 알 수 있다. 
조선 시대 궁중의 진연(進宴)에서 풀피리가 연주되었던 자료가 남아 있기도 하다. 영조 20년의 진연에서 강상문이라는 초적의 명인이 연주했다는 기록이 있으나, 그 음악의 자세한 내용은 남아있지 않다. 
초적은 민간에서는 가장 쉽게 연주되던 비전문적 악기였다. 남도민요 가운데, “꽃은 꺾어 머리 꽂고 잎은 꺾어 초금 불고 구경가자 구경가자 만고 장판에 구경가자”는 구절에 보이듯 가장 흔하면서도 누구나 쉽게 만들어 불 수 있는 악기였다. 그리고 전문적인 음악가가 아니어도 누구나 쉽게 초적의 연주가가 될 수 있었다. 아이들이 나무하러 가거나 꼴을 베러 가면서 흔히 풀피리를 불었다.

## 명인
시나위나 삼현은 남도의 전문음악인이 연주하는 주요한 곡목이었다. 빼어난 기량을 갖춘 초적의 명인이라면 이같은 곡을 초적으로 연주하였다. 초적의 연주자로는 일제 시대에 살았던 강춘섭 명인을 들 수 있다. 초적의 기량이 빼어나다는 평판을 받았는데, 그가 남긴 ‘초금독주 인생칠십고래희’와 ‘초금 독주 부세’, ‘초금독주  휘모리’, ‘초금독주 굿거리’가 유성기 음반으로 남아있어서 빼어난 소리를 확인할 수 있다.

## 참고 문헌
- 초적 - 국가유산청 국가유산포털
- 풀피리 - 국가유산청 국가유산포털
- 본 문서에는 서울특별시에서 지식공유 프로젝트를 통해 퍼블릭 도메인으로 공개한 저작물을 기초로 작성된 내용이 포함되어 있습니다.